# Athyrium dentilobum
Athyrium dentilobum är en majbräkenväxtart som beskrevs av Ren-Chang Ching och S. K. Wu. Athyrium dentilobum ingår i släktet Athyrium och familjen Athyriaceae. Inga underarter finns listade.